# La rivolta degli schiavi
La rivolta degli schiavi è un film del 1960 diretto da Nunzio Malasomma. 
Il soggetto è tratto dal romanzo Fabiola o la Chiesa delle catacombe del cardinale Nicholas Wiseman. Dallo stesso soggetto vennero tratti in precedenza i film Fabiola del 1918 Fabiola del 1949.

## Trama
Sotto il regno di Massimiano, lo schiavo cristiano Vibio si rivolta contro la crudeltà dei suoi padroni. Viene comperato da Claudio, un patrizio romano che lo vorrebbe vedere combattere nell'arena come gladiatore ma lui si rifiuta e fugge con Claudia, figlia del patrizio romano, che si converte alla fede cristiana.

## Produzione
Una co-produzione tra Spagna, Italia e Germania Ovest con produttore Paolo Moffa, fondatore della Società Ambrosiana Cinematografica.

## Distribuzione
Il film, distribuito dalla United Artists, uscì nelle sale italiane il 30 dicembre 1960. In Spagna, il film incassò 56.400 escudos, vendendo 642 biglietti.

### Data di uscita
- Italia: 30 dicembre 1960
- Germania Ovest: 17 marzo 1961
- USA: giugno 1961
- Francia: 7 giugno 1961
- Svezia: 11 settembre 1961
- Spagna: 18 settembre 1961
- Argentina: 28 settembre 1961
- Finlandia: 13 ottobre 1961
- Giappone: 3 dicembre 1961
- UK: 1962
- Danimarca: 25 giugno 1962
- Turchia: marzo 1963